# Peter Post (acteur)
Peter Post (Nettetal, 4 januari 1971) is een Nederlandse acteur van Duitse afkomst, voornamelijk bekend door zijn rol als Martijn Huygens in de RTL-soap Goede tijden, slechte tijden. Hij is eveneens bekend van zijn rol als Melchior van den Brink in VRijland en als Albert Konrad Gemmeker in Süskind.

## Levensverhaal
Post werd geboren in het Duitse Nettetal maar verhuisde op jonge leeftijd naar Nederland. Na de middelbare school werd hij in 1990 aangenomen op de Toneelschool van Amsterdam. Naast zijn studie volgde Post ook een opleiding bij De Trap en diverse workshops. Medio jaren negentig maakte hij zijn debuut op de Nederlandse televisie in de dramaserie De Club. In 1995 speelde hij een rol in het KRO-drama De Partizanen. Na een gastrol in Onderweg naar Morgen wist Post de rol van Roeland de Brauw te bemachtigen in de soap Goudkust. Gedurende een half jaar was hij in de serie te zien. Eind jaren negentig volgden gastrollen in All Stars, Westenwind en De geheime dienst.
Na een gastrol in 2003 als therapeut Wout Zevenaar werd Post in het voorjaar van 2008 opnieuw gecast voor een rol in de soap Goede tijden, slechte tijden. Tussen mei 2008 en oktober 2010 speelde hij de rol van huisarts Martijn Huygens. Na zijn vertrek uit deze serie bemachtigde Post een grote gastrol in de jongerenserie VRijland. Later speelde hij de rol van Westerbork-kampcommandant Albert Konrad Gemmeker in het door Rudolf van den Berg geregisseerde Süskind.

## Privé
Post heeft in het verleden een relatie gehad met actrice Charlotte Besijn.

## Filmografie
| Film      | Film                                     | Film                      | Film                                                   |
| Jaar      | Productie                                | Rol                       | Opmerkingen                                            |
| --------- | ---------------------------------------- | ------------------------- | ------------------------------------------------------ |
| 1997      | Gaston's War                             | De Jonge                  | Belgisch                                               |
| 1998      | De club                                  | Henk                      |                                                        |
| 2001      | Terrorama!                               | Peter                     |                                                        |
| 2003      | Van God Los                              | Oost-Europese man         |                                                        |
| 2004      | De dominee                               | Freddy                    |                                                        |
| 2008      | Oorlogswinter                            | Duitse soldaat            |                                                        |
| 2011      | Een bizarre samenloop van omstandigheden | Duitse majoor             |                                                        |
| 2012      | Süskind                                  | Albert Konrad Gemmeker    |                                                        |
| Televisie |                                          |                           |                                                        |
| Jaar      | Productie                                | Rol                       | Opmerkingen                                            |
| 1997      | Onderweg naar Morgen                     | Willem de Vos             |                                                        |
| 1998      | Goudkust                                 | Roeland de Brauw          |                                                        |
| 1998      | Combat                                   | Sergeant-Majoor Onderhoud | Alf. De Stalker                                        |
| 1999      | Westenwind                               | Harry Verhagen            | Afl. Bluffen duurt het langst Afl. Race naar het einde |
| 1999      | All Stars                                | Rol onbekend              |                                                        |
| 1999      | Blauw Blauw                              | Rol onbekend              |                                                        |
| 2000      | De geheime dienst                        | Rol onbekend              |                                                        |
| 2001      | Luifel & Luifel                          | Rol onbekend              |                                                        |
| 2001      | DOK 12                                   | Rol onbekend              |                                                        |
| 2002      | Ernstige Delicten                        | Technisch rechercheur     |                                                        |
| 2003      | Goede tijden, slechte tijden             | Wout Zevenaar             | Gastrol                                                |
| 2004      | De Afdeling                              | Bodyguard                 | Afl. Plaspauze                                         |
| 2005      | De Wet volgens Milo                      | Freek                     |                                                        |
| 2006      | Shouf Shouf!                             | Rol onbekend              | Afl. Strand                                            |
| 2007      | Grijpstra & De Gier                      | Erik                      | Afl. Illegaal                                          |
| 2007      | Voetbalvrouwen                           | Voetbaltrainer            | Afl. Verkoopstechniek                                  |
| 2008      | Snuf de hond                             | Karl                      |                                                        |
| 2008-2010 | Goede tijden, slechte tijden             | Dr. Martijn Huygens       | Vaste rol                                              |
| 2010      | VRijland                                 | Melchior van der Brink    |                                                        |
| 2016      | De vloek van manege Pegasus              | Rob                       |                                                        |
| 2018      | Flikken Maastricht                       | Motorclublid              | Gastrol                                                |
| 2022      | Het Gouden Uur                           | Rob                       |                                                        |